# Лаура Ескивел
Лаура Алисија Паломарес Ескивел (шп. Laura Alicia Palomares Esquivel; Мексико Сити, 30. септембар 1950) мексичка је списатељица, сценаристкиња и драматуршкиња. Светску славу је стекла својим дебитантским романом Као вода за чоколаду (шп. Como agua para chocolate), који је преведен на више десетина језика. У родном Мексику позната је и као педагог и ауторка књижевности за децу.

## Почетак каријере и некњижевни рад
Лаура Ескивел је рођена као треће од четворо деце телеграфисте Хулија Сесара Ескивела и домаћице Хосефе Валдес. Има две сестре и брата. Између 1966. и 1968. године школовала се за педагога у Учитељској школи (шп. Escuela Normal de Maestros) и тада се родило њено интересовање за рад са децом и за децу. Осам година је радила као васпитачица и у почетку је из забаве писала комаде за своје мале ученике. Седамдесетих година се специјализовала за област дечјег позоришта. Године 1977, са групом колега основала је Радионицу позоришта и књижевности за децу (шп. Taller de Teatro y Literatura Infantil) у оквиру Секретаријата за јавно образовање Мексика. Нешто касније, године 1983, оснива и води Центар за непрестано маштање (шп. Centro de Invención Permanente), где организује уметничке радионице за децу. Такође се бавила и осмишљавањем дечјег програма у оквиру редакције за културу на мексичкој телевизији. Сарађивала је са телевизијом Канал 11 (шп. Canal Once), за коју је написала и осмислила дечје програме Крпе, играчке и тричарије (шп. Tiliches, trebejos y cachivaches) и Уметничка радионица (шп. El Taller de las Artes).
Упоредо са уметничким радом у области педагогије, Ескивел се од раних осамдесетих бави и писањем филмских сценарија. На ово њено интересовање пресудно је утицао њен тадашњи супруг, редитељ Алфонсо Арау, коме се допао њен рад на телевизији. Ескивел постиже запажен успех 1986. године сценаријом за филм о једном фудбалеру, Chido Guan: Еl tacos de oro, који је у шест категорија номинован за награду Ариел мексичке Академије за филм (шп. Academia de Ciencias y Artes Cinematográficas de México). У овом филму се и појављује у мањој улози, као супруга дон Ћара. Урадила је и филмску адаптацију романа Regina, Антонија Веласка Пиње. Велики позоришни успех Лауре Ескивел јесте представа за децу Viaje a la isla de Kolitas, која је током 1987. године била међу најгледанијим представама у мексичкој престоници. Позоришну уметност, која ју је увек привлачила, изучавала је и код чувеног мексичког драматурга и академика Ектора Асара (шп. Héctor Azar) у периоду 1989 -1992. Учествовала је у Телевисиној радионици за писање сценарија за теленовеле 1988. године.
Лаура Ескивел је продуцирала кратки филм La mirada de la ausencia 1999. године, у коме је сарађивала са ћерком Сандром Арау. Учествовала је и у изради филма Ђавоља кичма (шп. El espinazo del diablo), шпанско-мексичкој копродукцији редитеља Гиљерма дел Тора (шп. Guillermo del Toro) из 2001. године. Филм је у Шпанији номинован за престижну награду Гоја у две категорије, а награђен је на фестивалу у Амстердаму.
Ескивел се појавила у неколико документарних серија и филмова о мексичким уметницима и интелектуалцима са шпанског говорног подручја. Неки од њих су чилеански документарац Materia prima (аутор Педро Пабло Селедон, 1999) и мексички документарац Hecho en México (аутор Данкан Бриџмен, 2012).
Била је чланица жирија на Филмском фестивалу у Сан Себастијану 1999. године којим је председавао француски редитељ Бертран Таверније. Поред Лауре Ескивел, у жирију су били и шпански редитељ и продуцент Херардо Ерера, белгијска редитељка Марион Хенсел и југословенски редитељ Душан Макавејев.

## Књижевни рад
Први роман намењен широкој читалачкој публици, Као вода за чоколаду, Лаура Ескивел је објавила 1989. године и одмах је досегла планетарну популарност. Књига је преведена на више од тридесет језика (италијански, француски, шведски, дански, руски, мађарски, јапански, српски итд.), а врло успешну филмску адаптацију доживела је 1992. године. Филм је режирао тадашњи супруг Лауре Ескивел, редитељ Алфонсо Арау, а Ескивел је написала сценарио према сопственој књизи. Филм је проглашен најгледанијим страним ауторским филмом у САД за 1993. годину и освојио је чак 10 награда Ариел (између осталих, за најбољи филм, најбољу режију и најбољи сценарио). Успех је постигнут и на Интернационалном филмском фестивалу у Чикагу 1992. године, где је филм освојио награду Silver Hugo за најбољи сценарио. Припале су му и награде на фестивалима у Даласу, Канзас Ситију, Гвадалахари, Токију, Грамаду. Филм је зарадио 22 милиона долара у САД, а номинован је и за престижне награде Златни глобус и BAFTA за најбољи страни филм. Захваљујући роману Као вода за чоколаду, Ескивел је постала прва инострана добитница награде ABBY (American Bookseller Book of the Year) 1994. године.
Уследили су роман La ley de amor (1995), збирка текстова ĺntimas suculencias. Tratado filosófico de cocina (1998), дечја књига Estrellita marinera: una fábula de nuestro tiempo (1999), збирка есеја El libro de las emociones (2000), роман Tan veloz como el deseo (2001), преведен на српски језик као Брзином жеље, романсирана биографија Malinche (2004), преведена на српски језик као Малинче, и есеји Escribiendo la nueva historia, o cómo dejar de ser víctima en 12 sesiones (2013). За књигу Брзином жеље, ауторка је добила награду Giussepe Acerbi Универзитета у Верони 2004. године. Године 2008, захваљујући делу Малинче, добила је награду за најбољу аудио књигу на шпанском језику, коју додељује Асоцијација аудио издавача (енгл. Audio Publishers Association – АPA). Текст аудио књиге чита мексичка глумица Лусија Мендес. У мају 2014. године изашао је роман Лауре Ескивел A Lupita le gustaba planchar.
Осим својих дела, Лаура Ескивел је написала и поговор за књигу The Secrets of Jesuit Breadmaking: Recipes and Traditions from Jesuit Bakers Around the World (1995) и предговор за књигу La cocina del chile (2003).

### О делима

#### Као вода за чоколаду
Као вода за чоколаду (1989) роман је о забрањеној љубави главне јунакиње Тите и младића Педра Мускиса. Поред приче о њиховом компликованом односу и Титиној конзервативној породици, у књизи се налази и дванаест рецепата, по један на почетку сваког поглавља и за сваки месец у години, и сви су у вези са осећањима и расположењима ликова, нарочито Тите, која је одлична куварица. Свако поглавље почиње основним инструкцијама за припрему јела, углавном за неки празник или породично славље (Божић, свадба, крштење детета), да би се прича о храни развила у причу о осећањима. Прича је делимично инспирисана стварним догађајима, пошто је ауторка имала баба тетку Титу, коју је задесила судбина слична оној коју проживљава фиктивна Тита.
Наратор у роману је Титина унука, ћерка њене сестричине Есперансе. Прича је смештена у доба Мексичке револуције и одвија се у селу Пиједрас Неграс, на граници Мексика и САД. У центру пажње је породица Де ла Гарса, коју чине мајка Елена и њене ћерке Росаура, Гертруда и Тита. За Титу је кухиња свето место и једини део куће где се осећа истински пријатно. Њен живот је почео у кухињи, с обзиром на то да се мама Елена породила баш на том месту. Титина најближа и најискренија пријатељица је стара куварица Наћа, која је Титу научила свему што зна о животу и кувању.
Проблеми у Титином животу настају када се заљуби у лепог Педра Мускиса, али не може да се уда за њега због једног обичаја који важи у њеној породици. Наиме, најмлађа ћерка у породици Де ла Гарса не сме да се уда ни да има децу јер је њена једина дужност да брине о мајци све док ова не умре. У случају Еленине деце, та најмлађа ћерка је Тита и Елена ни под којим условима не допупшта да се традиција прекине. Она предлаже Педру да се ожени старијом ћерком Росауром и он пристаје, мислећи да је то једини начин да буде близу Тите, макар и као њен зет. Тита је страшно тужна и разочарана због те Педрове одлуке и утеху тражи у кухињи, спремајући разне ђаконије. Временом, Тита схвата да преко своје хране преноси и своје расположење на остале укућане. Када је тужна и љута или срећна и узбуђена, то се осети у њеним јелима и убрзо сви око ње попримају њено расположење. Лаура Ескивел на тај начин истиче снагу традиционалне мексичке хране као метафоре људских осећања (на пример, црни лук је симбол суза, препелице су симбол вере, а латице руже изазивају незаустављиву страст). У појединим моментима, јела преузимају на себе позицију главног лика зато што повезују људе и својим аромама говоре оно што ликови не смеју да изговоре (на пример, месо са латицама ружа повезује Педра и Титу и они кроз храну уживају у својој љубави коју иначе крију).
Лаура Ескивел је у овом роману спојила две теме које су по њеном мишљењу неодвојиве: љубав и кулинарство, и тако направила својеврстан љубавни роман са куваром. Као круна успеха књиге и филма, Лаури Ескивел је припала награда за Жену године 1992. Њен дебитантски роман продат је у преко пет милиона примерака широм света. Шпански лист Ел Мундо (шп. El Mundo) уврстио је овај роман на листу 100 најбољих романа на шпанском језику у XX веку.

#### La ley de amor
La ley de amor (1995) необичан је роман смештен у Мексику око 2200. године. Главни јунаци су Родриго Санчес и астроаналитичарка Асусена Мартинес, која помаже људима са психолошким поремећајима који су у прошлим животима чинили зло. Асусена покушава да свету врати хармонију која је владала пре стравичног уништења Теноћтитлана од стране конкистадора. Упоредо са причом о древним астечким временима, дата је апокалиптична слика будућег света препуног чудних машина, као што су камере које приказују људске мисли, радиотелефони који омогућавају премештање кроз простор и компјутери који говоре са биљкама и животињама. Људи у таквом новом свету могу да се сете својих претходних живота само преко музике, па тако Асусена користи музику као вид терапије да би решила проблеме и неутралисала трауме својих пацијената. У овој књизи Ескивел спаја љубавни и научнофантастични жанр, истичући посебну снагу осујећених љубави. Наиме, Родриго, Асусенина сродна душа, убио је недужно дете у астечко доба и сада мора да буде кажњен. Асусена жели да га спаси својом љубављу, али он нестаје.
Књигу прати стрип аутора Мигеланса Прада у коме је описан претходни живот ликова из књиге, као и диск са неколико музичких нумера (Пучинијеве арије и кубанске песме у извођењу Еухеније Леон и Лилијане Фелипе ) које су у вези са претходним животима јунака. Сваки од три сегмента је важан да би се књига разумела као целина. La ley de amor се сматра првом мултимедијалном књигом у Мексику. 

#### ĺntimas suculencias. Tratado filosófico de cocina
Збирка текстова ĺntimas suculencias. Tratado filosófico de cocina (1998) идејно се надовезује на ауторкин роман првенац. Четрнаест текстова филозофске тематике прате кулинарски рецепти, те оваквим концептом књиге Ескивел излаже своју максиму да се може проценити какав је неко на основу тога шта једе, с ким једе и како једе (шп. Uno es lo que se come, con quién lo come y cómo lo come). Ову теорију је раније индиректно изнела у роману Као вода за чоколаду. Сви текстови у овој књизи претходно су објављени у другим публикацијама, новинама или часописима, а потом су скупљени у збирку. Ескивел у овим текстовима износи своја размишљања о људским проблемима и предлаже концепт Новог Човека који неће заборавити да није најважније стварање већ човек који ствара и који ће помоћу кухиње као човекове исконске потребе вратити снагу породичном дому.

#### Estrellita marinera: una fábula de nuestro tiempo
Estrellita marinera: una fábula de nuestro tiempo (1999) илустровани је роман о двоје деце, Марији и Факунду, чији се животи мењају из корена након што добију велико наследство од баке и деке. Књига је првенствено намењена врло младим читаоцима и обилује бајковитим и фантастичнм мотивима (појављују се сирене, жена са две главе). Овом књигом Ескивел се вратила на почетак свог радног века, у време када је као васпитачица у вртићу писала за децу из своје групе.

#### El libro de las emociones
El libro de las emociones (2000) прва је књига есеја Лауре Ескивел у којој ауторка истражује утицај емоција на душу и тело. Главна идеја коју износи у овом изразито рефлексивном делу јесте значај људског памћења. Наиме, Ескивел пише да је памћење нека врста складишта за емоције и да се на основу већ доживљених емоција може креирати нова слика света која ће помоћи да свако људско биће буде мудрије и виталније. Као и ĺntimas suculencias. Tratado filosófico de cocina, и ова књига има наглашену филозофску црту и другачија је од дела по којима је Лаура Ескивел препознатљива међу читаоцима.

#### Брзином жеље
У роману Брзином жеље (2001) главна тема је љубав, а у центру пажње је Хубило, телеграфиста мајанског порекла са посебним даром да чује осећања која нису исказана речима. Прича је смештена у Мексико с почетка XX века. Ескивел поново преплиће породичне и љубавне проблеме, слично као у свом најуспешнијем роману Као вода за чоколаду. Главни јунак Хубило и аристократкиња Лус Марија не успевају да одрже своју љубав јер он, као сиромашни телеграфиста, стално одлази из села у село на ново радно место. Њих двоје се ипак венчавају, али им се догађају разне несреће које доводе до тога да Хубило и Лус Марија престану да разговарају једно с другим. Тада њихова ћерка покушава да им помогне и помири их, као што је Хубило некада помагао људима у селима где је радио као телеграфиста. Ауторка је нагласила да је ова књига посвећена њеном покојном оцу, који је преминуо у априлу 1999. године од Паркинсонове болести. Очева болест, као и развод родитеља, послужили су Лаури Ескивел као инспирација за овај сентиментални роман који, поред тога што је израз захвалности оцу, представља и оду некадашњој револуционарној технологији, телеграфу.

#### Малинче
Малинче (2004) романсирана је биографија једне од најпознатијих Индијанки, љубавнице конкистадора Ернана Кортеса, познате и под именом доња Марина. Ова готово митска личност представљана је у мексичком фолклору и као мајка мексичког народа јер је са Кортесом добила сина, и као издајник свог народа. Ескивел је описује као снажну и мудру жену која је много учинила за опстанак индијанског културног наслеђа тиме што се зближила са Кортесом. Она је била посредник између новопридошле шпанске и домородачке индијанске културе, говорила је науатл и шпански језик и веровала је да ће Кортес и његови освајачи донети промене набоље. Основне теме у роману су бурна мексичка историја у време колонизације и положај жене у друштву – оно што највише интригира Лауру Ескивел. У књигу је укључен и Астечки кодекс (састављач Ђорди Кастељс) који је написан у форми Малинчиног интимног дневника. Роман је написан на предлог мексичке издавачке куће Сантиљана, а претходило му је двогодишње истраживање Малинчиног живота.

#### Escribiendo la nueva historia, o cómo dejar de ser víctima en 12 sesiones
Међу књигама Лауре Ескивел налази се и једна изразито рефлексивно-политичка књига, Escribiendo la nueva historia, o cómo dejar de ser víctima en 12 sesiones (2013), у којој је ауторка живот сваке особе представила као филмски сценарио. Уколико постоји незадовољство сопственим животом, он се мора мењати као сценарио - ликови, њихова мотивација и догађаји морају бити поступно измењени. Да би се променила стварност, мора се почети са личним променама, мора доћи до суочавања са страховима и прошлошћу. Када се све то запише, као што се записују детаљи једног сценарија, особа ће имати контролу над својим животом. Како Ескивел каже, треба да изнова напишемо сценарио сопственог живота да бисмо могли да променимо свет. Оваква размишљања су у складу са њеним ставом да сваки човек мора да се укључи у спољашњи свет, мислећи притом и на политичка збивања.

#### A Lupita le gustaba planchar
A Lupita le gustaba planchar (2014) прва је књига у којој се Лаура Ескивел окренула криминалистичком жанру. Главна јунакиња је полицајка алкохоличарка Лупита, која је преживела многе несреће, од смрти сина до развода. Представљена је као антихероина која је, сплетом чудних околности, дужна да реши мистериозан случај убиства једног политичара у мексичком дистрикту Истапалапа. Једини начин на који Лупита делимично успева да се ослободи стреса јесте компулзивно пеглање. Иако је написана приступачним и једноставним језиком са доста црног хумора, ова књига је заправо парабола о данашњем свету, у коме владају новац и моћ и у коме свако покушава да нађе макар мало љубави и искрености. Ауторка обрађује теме из мексичке свакодневице, као што су обрачуни нарко-картела, корупција, болести зависности и дезинтеграција породице.

## Стилске карактеристике и критичка рецепција
Главне карактеристике дела Лауре Ескивел огледају се у комбинацији реалистичних и фантастичних мотива, те се њена књижевност често назива магичном. Теме као што су љубав, породица, сукоб традиционалистичких и модерних погледа на свет, однос староседелаца и Шпанаца на тлу Средње и Јужне Америке, комбинују се са причама о народним веровањима и обичајима (духови, народна медицина, враџбине, натприродне силе итд.). Делимично примењује технику магичног реализма типичног за Габријела Гарсију Маркеса, али уводи и нове теме, као што су моћ кулинарства и кухиња као један од стубова дома. Ескивел пак тврди да оно што је за друге магични реализам, за њу је нешто свакодневно, чиме потврђује тезу да је магични реализам заправо само начин гледања на стварност, однос према стварности. Управо због овакве комбинације мотива и тема, Лауру Ескивел називају алхемичарком љубави и кухиње. Пореде је и са чиленаском књижевницом Исабел Аљенде. У својим каснијим делима, све више се окреће писању о савременом тренутку и проблемима данашњих људи (Escribiendo la nueva historia, o cómo dejar de ser víctima en 12 sesiones и A Lupita le gustaba planchar), па је тако њена књижевност све ближа реализму, а удаљава се од магичног реализма и фантастике, који су заступљени у њеним првим делима (Као вода за чоколаду, La ley de amor, Estrellita marinera, Брзином жеље). Њене остале књиге могу се разврстати на оне са филозофско-хуманистичком тематиком (ĺntimas suculencias. Tratado filosófico de cocina и El libro de las emociones) и на оне са историјско-митолошком тематиком (Малинче).
Као своје омиљене писце и узоре, Лаура Ескивел наводи Габријела Гарсију Маркеса, Хуана Рулфа, Умберта Ека, Патрика Зискинда, Вики Баум, Хорхеа Амада, Елену Поњатовску, Анхелес Мастрету, Карлоса Монсиваиса, Хосеа Аугустина, Густава Саинса и Пака Игнасија Таиба II, аутора полицијских романа. Међу текстове који су пресудно утицали на њен рад сврстава и мексички стрип из доба свог детињства, La familia Burrón.
И поред велике популарности и прихваћености њених дела широм света, Лаура Ескивел се у неким књижевним и критичарским круговима сматра списатељицом лаког женског штива без дубље уметничке вредности. С друге стране, многи велики уметници, попут, на пример, мексичке списатељице Елене Поњатовске, сматрају да је Лаура Ескивел носилац новог духа у хиспаноамеричкој књижевности и да су њене књиге много више од срцепарајућих љубавних романа.
Многи критичари су озбиљно анализирали књижевни рад Лауре Ескивел. Марија Елена де Валдес означила је Ескивел као списатељицу која открива снагу и самосталност Мексиканки које свој простор имају само у кући, док су у јавном друштвеном животу практично невидљиве. Фокусирајући се на домаћинство и кување, Ескивел у свом првом роману Као вода за чоколаду открива улоге жена и њихове изборе, преко којих су покушавале да контролишу сопствене животе, развију своју креативност и изразе индивидуалност. Де Валдес сматра да је ова књига снажно утицала на жене и навела их да се идентификују са таквим положајем и да своје женске претке препознају у ликовима из романа. Она такође сматра да би ова књига могла да приближи проблем положаја жена латиноамеричким мушкарцима.
Критичари попут Џејмса Полка и Карен Стабинер цене јединствени стил Лауре Ескивел, којим је створила омамљујући и забавни спој романтике, рецепата и магије. Мариса Јанузи истиче да ауторка у овој књизи наизглед узалудне емоције претвара у магичне силе које могу изменити судбине јунака. Док она цени маштовитост мексичке књижевнице, неки критичари сматрају да Ескивел незрело развија ток радње и да су њене књиге привлачне, али лаке, скоро безвредне. Пишући о књизи La ley de amor, Роберт Хјустон наводи: никакво замазивање не може да прикрије да је књига озбиљно, чак страшно мањкава. Прича се неадекватно развија, а мултимедијални елементи, иако занимљиви, нити доприносе причи, нити је побољшавају.
Омаж најчувенијем делу Лауре Ескивел направили су и власници угледних светских ресторана и познате личности, који су заједничким снагама саставили кувар инспирисан романом Као вода за чоколаду под називом An Appetite for Passion Cookbook (1995). Лаура Ескивел је написала предговор, а књига је допуњена цитатима познатих књижевника о храни и љубави.
Група америчких и латиноамеричких есејиста заједнички је радила на књизи Laura Esquivel’s Mexican Fictions, у којој су критички анализирани њени романи Као вода за чоколаду, La ley de amor, Брзином жеље и Малинче, као и филм Као вода за чоколаду. Књига је објављена 2010. године и уредник је Елизабет Мур Вајлингем (енгл. Elizabeth Moore Willingham). Аутори су проучили суд критичара и покушали су да сместе рад Лауре Ескивел у оквире одређених књижевних праваца. Посматрали су њен рад и са становишта оних који је обожавају и оних који је осуђују. Опус Лауре Ескивел доведен је у везу са темама као што су спиритуалност, чулност, сексуалност, мексичка гастрономија, народна медицина, однос према прецима, национални идентитет Латинске Америке, историја, религија, поп култура и феминизам.
У прилог тврдњама да је Лаура Ескивел једна од најоригиналнијих савремених књижевница са шпанског говорног подручја, иде чињеница да је добитница чилеанског Ордена за уметничке и културне заслуге Пабло Неруда за 2010. годину. Такође је добитница Ордена Витеза Орла, медаље Хајме Сабинес и медаље Омећиуатл. Ова три признања добила је током 2011. године.

## Рецепција дела Лауре Ескивел у Србији
Роман Као вода за чоколаду у Србији је први пут преведен и објављен 1996. године. Превела га је Бранка Алтарац, а објавила издавачка кућа Просвета из Београда. Роман је изашао са поднасловом роман у месечним наставцима са рецептима, љубавима и народним лековима. Други превод сачинила је Надежда Зарубица 1997. године за издавачку кућу Плави јахач из Београда. Друго издање се појавило 1999, а уследила су издања 2000. и 2006. године.
Роман Брзином жеље обајвила је Народна књига 2003. године у преводу Александре Мачкић.
Роман Малинче објавила је издавачка кућа Дерета 2007. године. Преводилац је Сандра Нешовић. Ова књига је добила добре критике у српској штампи.
Највећи успех, као и свуда у свету, забележио је роман Као вода за чоколаду. У Србији је штампан у укупно 3000 примерака.

## Приватни живот
Убрзо након огромног успеха романа Као вода за чоколаду, Лаура Ескивел се суочила са озбиљним приватним проблемима. Преживела је тешки облик мождане тромбозе, а потом се и развела од супруга Алфонса Арауа 1993. године. Касније, током 1995. године, оптужила га је за превару јер је током бракоразводне парнице потписала уговор на енглеском језику којим бившем супругу препушта сва ауторска права, а да то није знала. Арау је потом поднео контратужбу за превару и клевету, пошто је тврдио да Ескивел измишља да јој је потурен уговор на превару. Арау је тврдио да су му такве оптужбе бивше супруге упропастиле један значајан пословни уговор. Редитељ је тражио одштету од 10 милиона долара због ових њених навода.
Ескивел и Арау имају ћерку Сандру, рођену 1976. године.
Други супруг Лауре Ескивел, мексички писац и зубар Хавијер Валдес Абаскал (шп. Javier Valdés Abascal), преминуо је 2009. године од рака једњака. Били су у браку 14 година, од 1995. године до Валдесове смрти. Кремиран је по сопственој жељи и Лаура Ескивел чува његов пепео.
Иако је одгајана у католичкој породици, Лаура Ескивел је усвојила животне принципе источњачких религија и индијанских веровања, па тако воли да медитира и изузетно се интересује за изучавање разних духовних вештина.

## Политички ангажман
Као и многи други латиноамерички интелектуалци, Лаура Ескивел се повремено укључивала у политички живот Мексика и преузимала на себе политички ангажман. У марту 2009. године, кандидовала се за место у Локалном савету Дистрикта XXVII у Мексико Ситију на листи Партије демократске револуције (шп. Partido de la Revolución Democrática). Њену кандидатуру је снажно подржала тадашња Уједињена левица, коју је сачињавало неколико идеолошки блиских партија. Упркос почетним нерегуларностима, победа Лауре Ескивел је званично потврђена када су поново пребројани гласачки листићи.
Лаура Ескивел често диже глас против непромишљених потеза мексичке власти и критикује стање у држави са нарастајућим проблемима. Позната је као изразита левичарка која се залаже за активније учешће свих становника једне државе у политичком животу, па и сама често у медијима коментарише изборне резултате и гласно износи своје ставове. Осуђује насиље, корупцију и доношење оштрих закона који суштински не воде ка променама набоље. Током изборне кампање у Мексику 2012. године, подржала је студентски покрет Yo soy 132, који се успротивио постојећим странкама и владајућем систему јер је сматрала да су они једина групација која није подлегла политичкој манипулацији.
Подржава борбу за права припадника ЛГБТ заједнице, као и иницијативу да се хомосексуалним паровима законски дозволи да усвајају децу.

## Цитати
Индустрија је претворила књиге и писце у објекте на тржишту.
Са осећањима долазе и идеје.
Кухиња је последње што нам је цивилазација оставила да бисмо се учили великодушности.
Не допада ми се додељивање етикета. Све етикете нас ограничавају. Не занима ме књижевност која искључује, која се ствара за групицу просветљених који живе на Олимпу одвојени од других.
Да би се писало, неопходно је да ти срце буде повезано са срцем универзума.
За мене је кухиња велика алхемијска лабораторија. То је свето место где човек није у додиру само са четири елемента која творе свет, већ улази у заједништво са правим пореклом.
Речи се каче за сваки део наших успомена и леже тамо у тишини док их нова жеља не пробуди и изнова не испуни љубавном енергијом. Као вода, речи су предиван проводник енергије. — Брзином жеље
Речи путују брзином жеље, тако да је могуће послати љубавну поруку без њих. — Брзином жеље
Треба ми одговор одмах, о љубави се не размишља, или се осећа или се не осећа. — Педро Мускис, Као вода за чоколаду
Једина истина је да истине нема, све зависи од тачке гледишта. — Гертруда, Као вода за чоколаду
Нико ко воли живот не може да игнорише књижевност, и нико ко воли књижевност не може да игнорише живот. — ĺntimas suculencias. Tratado filosófico de cocina
Онај ко контролише информације и смисао, стиче моћ. — Малинче
Правосуђе увек тражи некога ко ће платити за почињени злочин, али га не занима да ухвати оног ко је злочин заиста починио. — A Lupita le gustaba planchar
Када мртви умиру? Када постану заборављени. — La ley de amor